# Ћелијски осећај гравитације
Ћелијски осећај гравитације (такође и грависензоринг или гравиперцепција) представља скуп физиолошких процеса којима ћелије детектују и реагују на силу гравитације. Овај механизам је од суштинског значаја за правилан раст, развој и функционисање како биљних, тако и животињских организама. Гравитација утиче на морфологију ткива и функције живих бића, а ћелијски одговор на њу је активан процес механотрансдукције. Иако биљке и животиње деле неке заједничке механизме, попут улоге цитоскелета и механосензитивних јонских канала, свака врста је развила и специфичне системе прилагођене својим потребама.
Код биљака, осећај гравитације (гравитропизам) омогућава корену да расте надоле (позитивни гравитропизам), а изданку нагоре (негативни гравитропизам), чиме се обезбеђује приступ води, минералима и светлости. Код животиња, гравитационо оптерећење утиче на густину костију и мишићну масу, што је посебно видљиво у условима микрогравитације, где долази до остеопорозе и атрофије мишића.
Разумевање ћелијског осећаја гравитације има велики значај не само за фундаменталну биологију, већ и за медицину на Земљи, као и за будућност људских истраживања свемира, укључујући планиране мисије на Месец и Марс.

## Осећај гравитације код биљака
Биљке, као сесилни организми, развиле су софистициране механизме за оријентацију раста у односу на вектор гравитације, што се назива гравитропизам. Овај процес је део ширег феномена познатог као гравиморфогенеза, који обухвата све појаве регулисане гравитацијом у биљкама.

### Улога ауксина у гравиморфогенези биљака
Биљни хормон ауксин (најчешће индол-3-сирћетна киселина, IAA) игра кључну улогу у гравиморфогенези. Према Холодни-Вентовој теорији, гравитациона стимулација доводи до редистрибуције ауксина, тако да се он накупља у већој концентрацији на доњој страни хоризонтално постављених изданака и корена. Код изданака, већа концентрација ауксина стимулише издуживање ћелија, што доводи до савијања нагоре (негативни гравитропизам). Код корена, иста та повећана концентрација инхибира издуживање, што узрокује савијање надоле (позитивни гравитропизам).
Ова асиметрична дистрибуција ауксина остварује се захваљујући поларном транспорту, који регулишу протеинске породице транспортера, пре свега PIN-FORMED (PIN) ефлуксни преносиоци. У ћелијама које осећају гравитацију (статоцитима), као што су колумела ћелије у коренској капи, гравитациона стимулација изазива релокализацију PIN протеина (нпр. PIN3 и PIN7) на доњу страну ћелијске мембране. Ово усмерава ток ауксина према доњој страни органа. Експерименти у свемиру, на Међународној свемирској станици, потврдили су да микрогравитација утиче на локализацију PIN протеина, што доказује њихову улогу у одговору на гравитацију.
Недавно је откривено да протеини из породице LAZY1 играју кључну улогу у релокализацији PIN протеина. Након седиментације амилопласта, LAZY1 протеини се поларизују на доњој плазма мембрани, где регрутују друге регулаторне протеине и тиме усмеравају транспорт ауксина.

### Сензор гравитације код биљака
Најприхваћенији модел за детекцију гравитације код биљака је хипотеза о скробним статолитима. Према овој хипотези, специјализоване органеле испуњене скробом, назване амилопласти, делују као статолити. Због своје веће густине у односу на цитоплазму, они се таложе (седиментују) на доњој страни ћелије у правцу гравитационе силе. Ова седиментација се дешава у специјализованим ћелијама, статоцитима, које се налазе у ендодермису изданка и колумели коренске капе.
Кретање амилопласта није статично, већ динамично и зависи од интеракције са цитоскелетом, посебно са актинским филаментима, и вакуолом. Верује се да физички притисак или померање амилопласта активира механосензитивне јонске канале на плазма мембрани или мембрани ендоплазматског ретикулума. Ова активација покреће низ биохемијских сигнала, укључујући промене у концентрацији цитозолног калцијума (Ca2+), што представља први корак у преносу гравитационог сигнала.

### Механосензитивни канали код биљака
Иако тачни механосензитивни канали одговорни за гравитропизам још нису идентификовани, неколико породица канала се сматра потенцијалним кандидатима. Међу њима су:
- MSL (MscS-like) протеини, хомолози бактеријских механосензитивних канала.[14]
- MCA (Mid1-complementing activity) протеини, који су укључени у одговор на хладноћу и механички стрес, као што је продирање корена кроз тврдо земљиште.[15]
- OSCA протеини, који су укључени у одговор на осмотски стрес.[16]

Сматра се да гравитација активира више типова ових канала, што доводи до малог почетног повећања концентрације Ca2+, које се затим појачава кроз механизам калцијумом-индукованог ослобађања калцијума (calcium-induced Ca2+-release, CICR) из унутарћелијских резервоара.

## Осећај гравитације код животиња
Иако деле неке основне механизме са биљкама, животиње су развиле и јединствене системе за осећај и одговор на гравитацију, који су кључни за одржавање тродимензионалне структуре тела, густине костију и мишићне масе.

### YAP-посредован одговор на гравитацију и 3Д раст и одржавање органа
Транскрипциони коактиватор протеин повезан са Yes (Yes-associated protein, YAP) и његов паралог TAZ су механосензитивни молекули специфични за животиње. Улога YAP-а у одговору на гравитацију први пут је откривена код рибе зебрице (Danio rerio), где су мутанти за YAP имали спљоштено тело јер нису могли да се одупру гравитацији. Ово је показало да YAP не делује само као механотрансдуктор (преносилац сигнала), већ и као механоефектор (извршилац одговора).
YAP-ова активност је регулисана механичким силама. Полимеризација актинских филамената (F-актин) активира YAP, који се премешта у једро и покреће транскрипцију циљних гена. Један од тих гена, ARHGAP18, заузврат, негативно регулише полимеризацију F-актина, чиме се ствара механичка негативна повратна спрега. Овај механизам оптимизује напетост ћелије и ткива, што је неопходно за формирање и одржавање тродимензионалне структуре органа. Сматра се да је YAP-посредован одговор на гравитацију укључен у одржавање костију и скелетних мишића, јер је познато да YAP контролише величину органа и изражен је у матичним ћелијама многих ткива.

### Осећај гравитације у костима
Губитак коштане масе један је од највећих здравствених проблема током боравка у свемиру. Коштана хомеостаза се одржава равнотежом између активности остеобласта (ћелије које формирају кост) и остеокласта (ћелије које разграђују кост). У условима смањеног механичког оптерећења, као што је микрогравитација, активност остеокласта преовладава, што доводи до губитка коштане масе.
Главни механосензори у кости су остеоцити, ћелије уграђене у коштани матрикс. Остеоцити су међусобно повезани дугим дендритским наставцима и комуницирају са остеобластима и остеокластима на површини кости. Механичко оптерећење кости изазива проток интерстицијалне течности кроз лакуно-каналикуларни систем, што ствара смицајни стрес на остеоците. Овај механички стимулус активира унутарћелијске сигналне путеве који регулишу експресију кључних молекула као што су RANKL (стимулатор остеокласта) и склеростин (инхибитор остеобласта). Један од важних механосензорних молекула у остеоцитима је p130Cas, који у одговору на оптерећење смањује активност остеокласта.
Периостеум, спољашња мембрана кости, такође реагује на механичко оптерећење и доприноси формирању кортикалне кости. Он садржи скелетне матичне ћелије које се активирају под утицајем оптерећења и диференцирају у остеобласте.

### Осећај гравитације у мишићима
Атрофија мишића, или смањење мишићне масе, још је један озбиљан проблем у условима смањеног оптерећења. Овај процес је резултат смањене синтезе протеина и повећане катаболизма. Један од кандидата за молекуларни сензор оптерећења у мишићима су TRPC (transient receptor potential canonical) јонски канали. Канали TRPC1, TRPC3 и TRPC6 се активирају механичким стимулусима и играју улогу у миогенези (формирању мишића) преко активације калцинеурина и транскрипционог фактора NFAT. У условима микрогравитације, експресија TRPC1 канала је смањена, што зауставља ћелијски циклус и инхибира пролиферацију миобласта.
Оксидативни стрес, изазван прекомерном производњом реактивних врста кисеоника (ROS), такође игра кључну улогу у атрофији мишића. Ензим NADPH оксидаза 2 (NOX2) је важан извор ROS у мишићима. Постоји спрега између TRPC3 канала и NOX2, где TRPC3 стабилизује NOX2 и поспешује производњу ROS, што доводи до катаболичког ремоделирања и атрофије мишића у условима смањеног оптерећења.

### Осећај гравитације у мезенхималним матичним ћелијама
Мезенхималне матичне ћелије (ММЋ) су мултипотентне ћелије кључне за регенеративну медицину. Њихова судбина (самообнављање или диференцијација) није одређена само хемијским сигналима, већ и физичким окружењем, укључујући гравитацију. Излагање ММЋ микрогравитацији изазива значајне промене:
- Ремоделирање цитоскелета и губитак стресних влакана.[29]
- Смањена активност транскрипционог коактиватора YAP/TAZ.[30]
- Супресија остеобластне диференцијације (формирање кости) и промоција адипогенезе (формирање масног ткива).[31]

Сматра се да цитоскелет делује као иницијални сензор микрогравитације. Губитак гравитационих сила које делују на тешке органеле, попут једра, може утицати на цитоскелетну мрежу, што покреће низводне сигналне каскаде. Обнављање или стабилизација актинског цитоскелета може ублажити негативне ефекте микрогравитације на диференцијацију ММЋ.

### Осетљивост ћелијског циклуса на гравитацију
Регулација ћелијског циклуса је кључна за раст и одржавање ткива. Утицај микрогравитације на пролиферацију ћелија је предмет интензивних истраживања, али резултати су често контрадикторни због различитих експерименталних услова. Коришћењем 3Д клиностата, уређаја који симулира микрогравитацију на Земљи, као и развојем система за микроскопију у реалном времену за употребу на Међународној свемирској станици, научници настоје да разумеју како се појединачне ћелије понашају и деле у свемиру. За визуелизацију ћелијског циклуса користе се напредне технике, као што је Fucci (fluorescent ubiquitination-based cell cycle indicator), која омогућава праћење појединачних ћелија док пролазе кроз различите фазе циклуса.

## Закључак
Одговор на гравитацију је фундаменталан процес механотрансдукције у ћелијама биљака и животиња. Упркос великој филогенетској удаљености, ови организми деле заједничке механизме, као што су улога актинског цитоскелета и механосензитивних јонских канала. Ипак, животиње су еволуирале и јединствене системе, попут транскрипционог коактиватора YAP/TAZ, који утиче на судбину ћелија у костима, мишићима и матичним ћелијама. Сазнања из ове области доприносе разумевању болести као што су остеопороза и атрофија мишића, али су такође и темељ за омогућавање дуготрајног боравка људи у свемиру и будућу колонизацију других небеских тела.